# 米文和
米文和（1893年—1970年2月），字坦甫，河南郾城人。国民革命军中将军长。

## 生平
长期为石友三的部属。
淮海战役开始前，刘汝明第四绥靖区南调蚌埠，第181师脱离该绥区改隶属邱清泉第二兵团继续留守商丘。11月6日晨该师放弃商丘东逃至张公店地区在商丘以东马牧集（今虞城县城）以东4.5公里处（时属夏邑县，今属虞城县）张公店地区围歼第181师5600余人，俘师长米文和及第四绥靖区少将参谋长董汝桂、少将参议张述文。邱清泉第二兵团尚未行动，就丢掉了一个师，为推卸责任，便把责任推到米文和头上，向徐州剿总报告：米文和率部投降了解放军。
第181师由刘汝明在后方重建，师长刘兴远。1970年2月在抚顺战犯管理所病逝。